# Sérapion d'Alexandrie
Sérapion d'Alexandrie (fl. vers 225 av. J.-C.) est un médecin d'Alexandrie, et l'un des maitres de la secte médicale des empiriques. Il est l'auteur d'un livre, Contre les sectes, qui critique les autres écoles médicales. Cet ouvrage inaugure une longue « querelle des sectes » entre différents courants médicaux du monde romain, querelle qui sera arbitrée par Galien (IIe siècle ).
Sérapion succède à Philinos de Cos, comme chef de file des empiriques. Les empiriques n'ont pas de doctrine spéculative, car les choses cachées et secrètes ne sont pas accessibles aux sens. La maladie est tout entière dans ses symptômes apparents, et tout traitement populaire provenant d'une expérience collective mérite attention. Sérapion repousse la limite entre ce qui est acceptable ou pas en matière de traitement (ce qui sera critiqué plus tard par Galien). 
Sérapion peut adopter des remèdes traditionnels égyptiens contre l'épilepsie comme la bile de chameau, le sang de tortue de mer, et des excréments de crocodile. Il se situe dans un monde hellénistique qui intègre des cultures non-grecques conservant leurs traditions de guérison, comme les traditions égyptienne, perse (Babylone), et juive (Palestine hellénistique).
Un de ses disciples et successeur est Glaucias (médecin), auteur d'un traité intitulé Le Trépied, «sur les trois choses», où il explique la doctrine des similitudes en thérapeutique, si un remède a montré une efficacité sur une partie du corps, ou sur une maladie, le même remède peut être essayé sur une autre partie du corps, ou sur une maladie qui ressemble à la première.